# 烏茲別克入侵呼羅珊 (1578)
烏茲別克入侵呼羅珊，是指1578年烏茲別克汗國駐梅爾夫的總督賈拉爾汗入侵波斯薩非王朝的領土呼羅珊。
在此之前國王塔赫玛斯普一世同意每年支付300個金幣作年貢使呼羅珊免受烏茲別克汗國入侵，但在塔赫玛斯普一世死後波斯不再支付，賈拉爾汗突襲呼羅珊，但被穆罕默德·科達班達打退，賈拉爾汗被斬首，烏茲別克人撤回河中。